# Селисия чёрная
Селисия чёрная (лат. Selysiothemis nigra) — вид стрекоз семейства Настоящих стрекоз (Libellulidae). Представитель монотипичного рода Selysiothemis (Ris, 1897). Длина тела от головы до конца последнего брюшного сегмента около 30 - 35 мм, размах крыльев около 60 мм.

## Ареал
Вид встречается в Центральной Азии и на Ближнем Востоке. Достаточно редок в Восточном Средиземноморье, и также редок в более западных регионах. В Европе в основном имеет прибрежное распространение, отмечен в Болгарии, Греции, на территории бывшей Югославии, Италии, на Мальте и в Испании. 
В Африке приурочен к оазисам Сахары. Населяет Джунгарский Алатау в Юго-Восточный Казахстане.
В 2002 году одна особь была поймана на западной окраине села Покровка (Ковалёвка) Очаковского района Николаевской области (Украина) у берега озера Чирнино. 
В 2006 году вид обнаружен в окрестностях Карадагского заповедника (Крым).
В 2007 году, как новый вид для территории европейской части России, Селисия чёрная приводятся по материалу из Яшкульского и Черноземельского районов Республики Калмыкия в основном на территории заповедника «Чёрные земли».

## Охрана
Вид занесён в Красную книгу Казахстана.